# Volvatella
Volvatella is een geslacht van weekdieren uit de klasse van de Gastropoda (slakken).

## Soorten
- Volvatella angelinianae Ichikawa, 1993
- Volvatella australis Jensen, 1997
- Volvatella ayakii Hamatani, 1972
- Volvatella bermudae K. B. Clark, 1982
- Volvatella candida Pease, 1868
- Volvatella cincta G. Nevill & H. Nevill, 1869
- Volvatella cumingii (A. Adams, 1850)
- Volvatella elioti (Evans, 1950)
- Volvatella evansi (Kay, 1961)
- Volvatella ficula Burn, 1966
- Volvatella fragilis Pease, 1860
- Volvatella kawamurai Habe, 1946
- Volvatella laguncula G. B. Sowerby III, 1894
- Volvatella maculata K. Jensen, 2015
- Volvatella omega (Melvill, 1918)
- Volvatella pyriformis Pease, 1868
- Volvatella ventricosa K. Jensen & Wells, 1990
- Volvatella vigourouxi (Montrouzier, 1861)
- Volvatella viridis Hamatani, 1976